# Calogero (cantante)
Calogero, all'anagrafe Calogero Joseph Salvatore Maurici (Échirolles, 30 luglio 1971), è un cantante, compositore e musicista francese.

## Biografia
Calogero (nome col quale è conosciuto in Francia) è nato il 30 luglio 1971, a Échirolles, nella periferia sud di Grenoble. I suoi genitori sono immigrati, siciliani originari di Sommatino in provincia di Caltanissetta.
Ha iniziato la carriera musicale a 16 anni con il gruppo Les Charts, formato con il fratello Gioacchino Maurici e l'amico Francis Maggiulli. Con il gruppo ha pubblicato cinque album, di cui uno doppio live. A quell'epoca si faceva chiamare Charly, anziché Calogero. Il gruppo ebbe un discreto successo tra gli anni 1987 e 1997.
Cantante, compositore e musicista, è un esperto esecutore al basso, alla chitarra e alla tastiera. Tra i suoi più grandi successi si ricordano Face à la mer, En apesanteur, Yalla, Si seulement je pouvais lui manquer e Pomme C.

## Discografia parziale

### Album in studio
- 2000 - Au milieu des autres
- 2002 - Calogero
- 2004 - 3
- 2007 - Pomme C
- 2009 - L'Embellie
- 2014 - Les feux d'artifice
- 2017 - Liberté Chérie

### Album dal vivo
- 2005 - Live 1.0
- 2011 - En concert
- 2015 - Live 2015

### Raccolte
- 2010 - Version Originale/Version Symphonique